# Stronger (Kelly Clarkson)
Stronger is het vijfde studioalbum van de Amerikaanse zangeres Kelly Clarkson. De release was op 21 oktober 2011 in Nederland, en op 24 oktober 2011 in de Verenigde Staten.

## Singles
Op 30 augustus 2011 lanceerde Clarkson op haar officiële website haar leadsingle Mr. Know It All. Bijna een week later, was op 5 september de single te downloaden van iTunes in onder andere de Verenigde Staten en .
Tijdens een intiem optreden met zo'n 200 fans, op 10 november in The Borderline in Londen, vertelde Clarkson aan haar fans dat What Doesn't Kill You (Stronger) haar volgende single zal worden. Ze heeft op haar website aangegeven de clip op 18 november op te nemen en heeft tevens fans opgeroepen om mee te helpen aan de videoclip.

## Tracklist
| 1.                 | Mr. Know It All                                  | Brian Seals, Ester Dean, Brett James, Dante Jones        | Brian Kennedy, Dean*, Jones^ | 3:53 |
| 2.                 | What Doesn't Kill You (Stronger)                 | Jörgen Elofsson, Ali Tamposi, David Gamson, Greg Kurstin | Kurstin                      | 3:41 |
| 3.                 | Dark Side                                        | Busbee, Alex G.                                          | Kurstin                      | 3:44 |
| 4.                 | Honestly                                         | Tom Shapiro, Robert Marvin, Catt Gravitt                 | Kurstin                      | 3:36 |
| 5.                 | You Love Me                                      | Kelly Clarkson, Josh Abraham, Oliver Goldstein           | Abraham, Oligee              | 4:04 |
| 6.                 | Einstein                                         | Clarkson, Toby Gad, Bridget Kelly, James Fauntleroy II   | Gad                          | 2:59 |
| 7.                 | Standing in Front of You                         | Clarkson, Aben Eubanks                                   | Jason Halbert                | 3:59 |
| 8.                 | I Forgive You                                    | Rodney Jerkins, Andre Lindal, Lauren Christy             | Darkchild, Lindal            | 3:04 |
| 9.                 | Hello                                            | Clarkson, Abraham, Goldstein, Bonnie McKee               | Abraham, Oligee              | 2:59 |
| 10.                | The War Is Over                                  | Gad, Livvi Franc                                         | Toby Gad                     | 3:57 |
| 11.                | Let Me Down                                      | Clarkson, Chris DeStefano                                | DeStefano                    | 3:24 |
| 12.                | You Can't Win                                    | Clarkson, Abraham, Goldstein, Felix Bloxsom              | Abraham, Oligee              | 4:19 |
| 13.                | Breaking Your Own Heart                          | Jennifer Hanson, Michael Longenecker                     | Howard Benson                | 3:48 |
| 14.                | Why Don't You Try (iTunes and Japan Bonus Track) | Eric Hutchinson                                          | Steve Jordan                 | 4:47 |
| Totale duur: 47:29 |                                                  |                                                          |                              |      |

| 14.                | Don't You Wanna Stay (with Jason Aldean)         | Jason Sellers, Paul Jenkins, Andy Gibson | Michael Knox    | 4:20 |
| 15.                | Alone                                            | Abraham, Goldstein, McKee, Ryan Williams | Abraham, Oligee | 3:01 |
| 16.                | Don't Be a Girl About It                         | Clarkson, Brent Kutzle                   | DeStefano       | 3:27 |
| 17.                | The Sun Will Rise                                | Kyle Jacobs, Danelle Leverett            | Benson          | 3:33 |
| 18.                | Why Don't You Try (iTunes and Japan Bonus Track) | Hutchinson                               | Jordan          | 4:47 |
| Totale duur: 66:38 |                                                  |                                          |                 |      |

(*) = co-producer

(^) = overige producer(s)

## Hitnoteringen

### NederlandseAlbum Top 100
| Hitnotering: 29-10-2011 t/m 19-11-2011 | Hitnotering: 29-10-2011 t/m 19-11-2011 | Hitnotering: 29-10-2011 t/m 19-11-2011 | Hitnotering: 29-10-2011 t/m 19-11-2011 | Hitnotering: 29-10-2011 t/m 19-11-2011 | Hitnotering: 29-10-2011 t/m 19-11-2011 |
| Week:                                  | 1                                      | 2                                      | 3                                      | 4                                      |                                        |
| -------------------------------------- | -------------------------------------- | -------------------------------------- | -------------------------------------- | -------------------------------------- | -------------------------------------- |
| Positie:                               | 16                                     | 57                                     | 81                                     | 94                                     | uit                                    |

### VlaamseUltratop 200Albums
| Hitnotering: (Week 1 t/m 4) 29-10-2011 t/m 19-11-2011 Hitnotering: (Week 5) 02-06-2012 | Hitnotering: (Week 1 t/m 4) 29-10-2011 t/m 19-11-2011 Hitnotering: (Week 5) 02-06-2012 | Hitnotering: (Week 1 t/m 4) 29-10-2011 t/m 19-11-2011 Hitnotering: (Week 5) 02-06-2012 | Hitnotering: (Week 1 t/m 4) 29-10-2011 t/m 19-11-2011 Hitnotering: (Week 5) 02-06-2012 | Hitnotering: (Week 1 t/m 4) 29-10-2011 t/m 19-11-2011 Hitnotering: (Week 5) 02-06-2012 | Hitnotering: (Week 1 t/m 4) 29-10-2011 t/m 19-11-2011 Hitnotering: (Week 5) 02-06-2012 | Hitnotering: (Week 1 t/m 4) 29-10-2011 t/m 19-11-2011 Hitnotering: (Week 5) 02-06-2012 | Hitnotering: (Week 1 t/m 4) 29-10-2011 t/m 19-11-2011 Hitnotering: (Week 5) 02-06-2012 |
| Week:                                                                                  | 1                                                                                      | 2                                                                                      | 3                                                                                      | 4                                                                                      |                                                                                        | 5                                                                                      |                                                                                        |
| -------------------------------------------------------------------------------------- | -------------------------------------------------------------------------------------- | -------------------------------------------------------------------------------------- | -------------------------------------------------------------------------------------- | -------------------------------------------------------------------------------------- | -------------------------------------------------------------------------------------- | -------------------------------------------------------------------------------------- | -------------------------------------------------------------------------------------- |
| Positie:                                                                               | 57                                                                                     | 45                                                                                     | 62                                                                                     | 84                                                                                     | uit                                                                                    | 142                                                                                    | uit                                                                                    |